# Søndervig

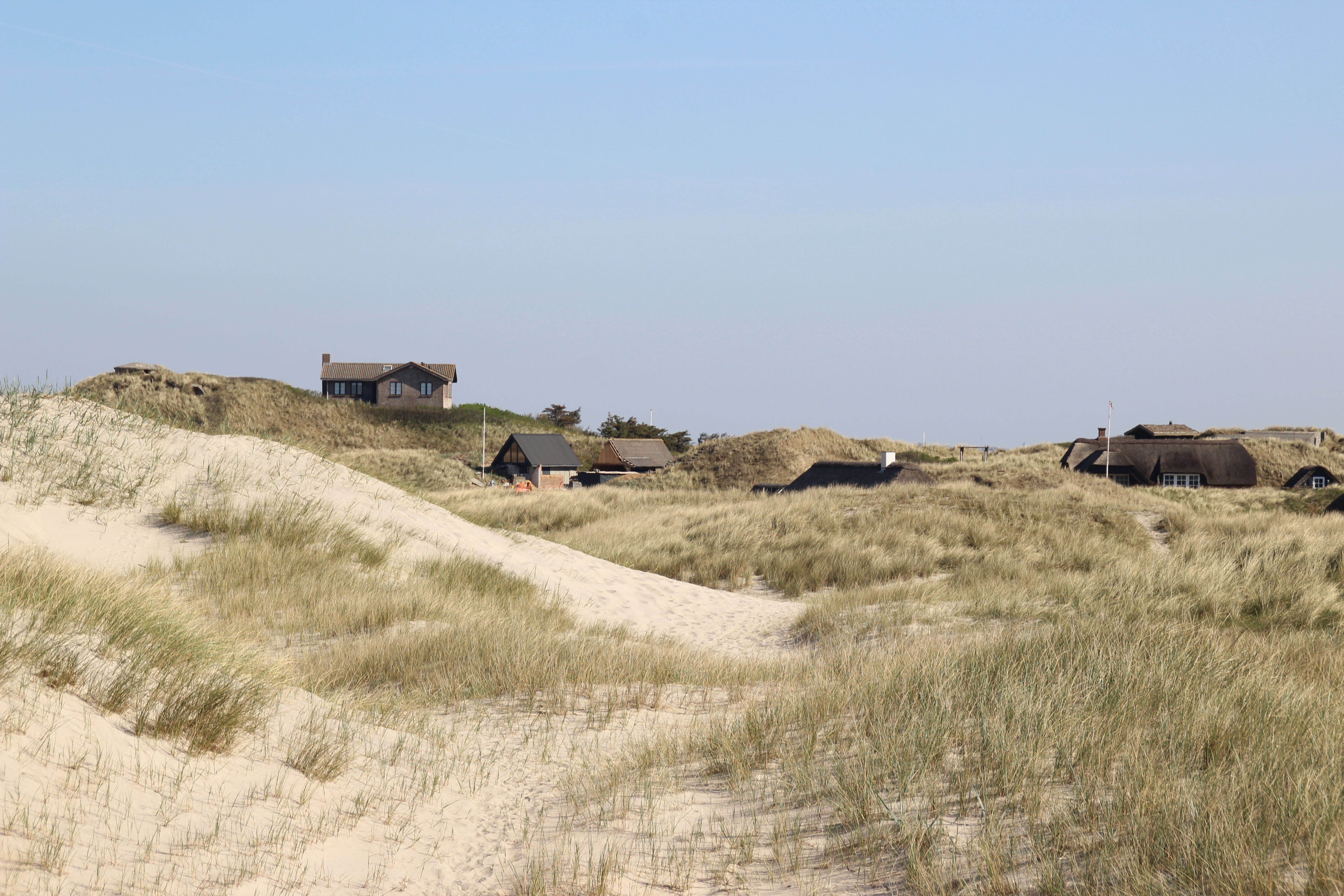
Dynerna vid Søndervigs strand

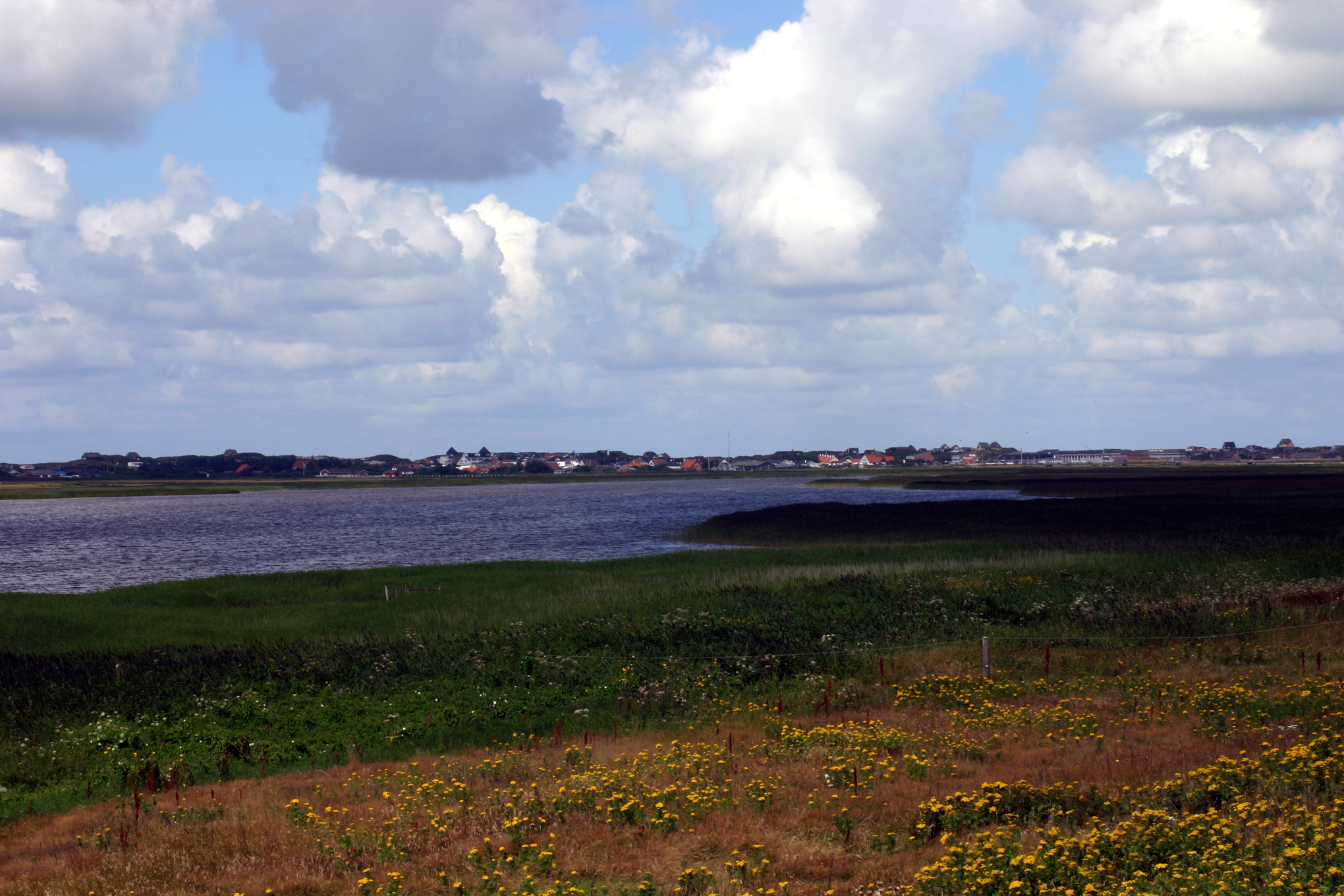
Søndervig, sett från Søndervig fjord

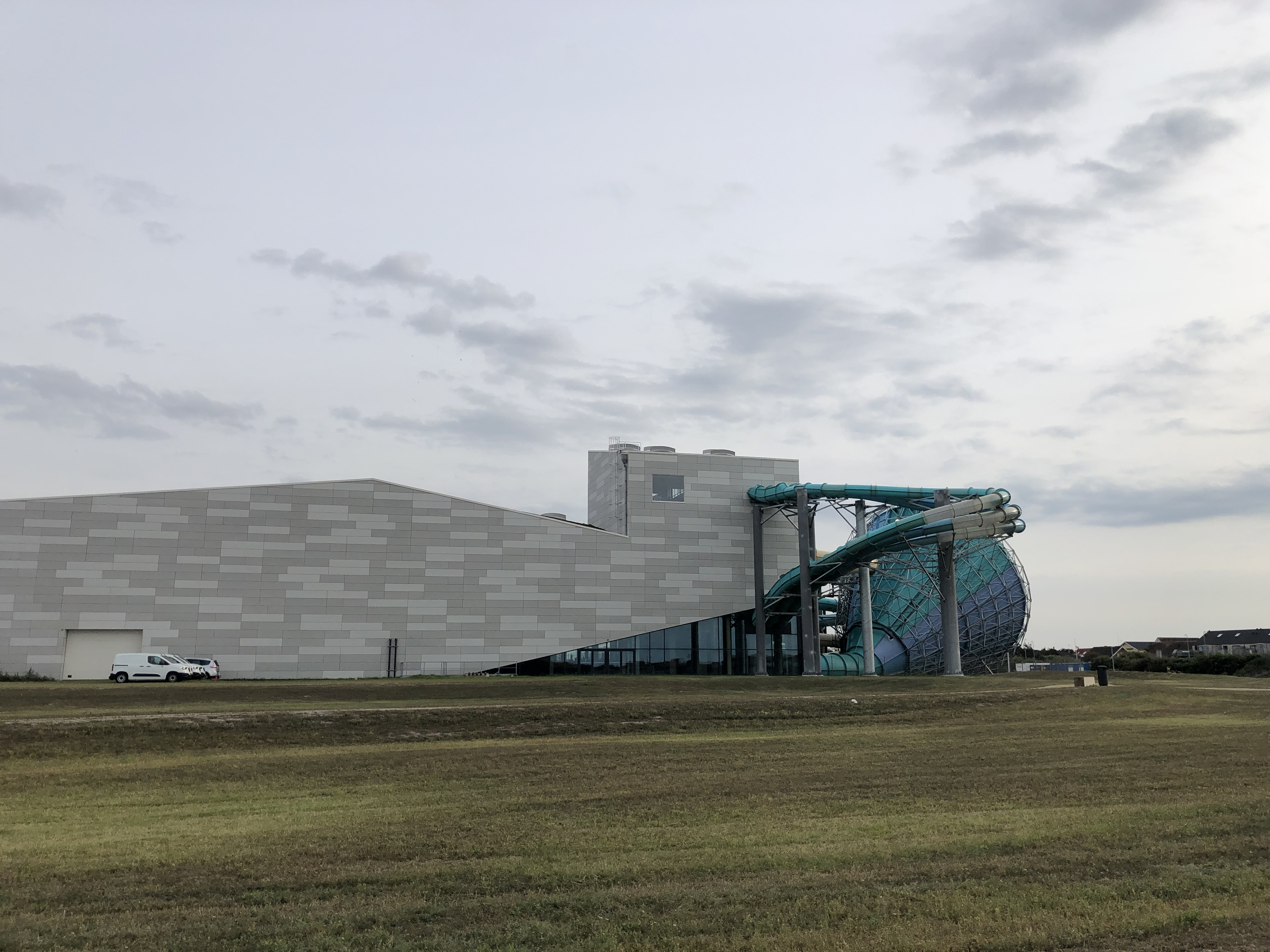
Lalandia Søndervig

Søndervig är en ort i Vestjylland, som ligger åtta kilometer väster om Ringkøbing ut mot Nordsjön. Det ligger på ett landområde, som ursprungligen var torrlagd havsbotten. Det har tidigare bedrivits jordbruk i området och också fiske. Så sent som vid andra världskrigets utbrott fanns det 161 permanent bosatta invånare på orten. Under de senaste decennierna har fiskenäringen omlokaliserats till Hvide Sande, omkring 15 kilometer söderut. 
Sydost om Søndervig ligger Ringkøbing Fjord. Søndervig ligger i Ringkøbing-Skjerns kommun och tillhör Region Mittjylland.
Søndervig hade sedan 1857 en raketstation, Søndervig Redningsstation. Samtidigt med stationen byggdes också ett par feriehus. År 1884 uppfördes Søndervig Badehotel, som revs på 1970-talet, och mot slutet av 1800-talet utvecklades platsen till en stor sommarstugby. På 1920-talet byggdes Hotel Klitten i två våningar på den högsta sanddynen i Søndervig, med 22 hotellrum. Det byggdes till med tolv rum omkring 1970 och kom under senare delen av 1980-talet att användas av Röda Korset som flyktingförläggning, för att senare rivas på 1990-talet.
Idag är Søndervig en ferieort med hundratals sommarhus och enkla hotell. Där ligger också sedan 2022 resorten Lalandia Søndervig med semesterbostäder och en 15 000 m² stor anläggning med vatten- och äventyrsland. Öster om byn finns en golfbana. 
Längs Søndervigs strand finns lämningar av flera tyska bunkrar från andra världskriget.

## Danmarks äldsta cykelväg
Åren 1920–1922 anlades på privat initiativ en nio kilometer lång cykel- och gångväg mellan Ringkøbing och Søndervig, som blev Danmarks första på egen bana. Initiativet hade tagits 1918 av Turistforeningen for Ringkøbing og omegn. För underhållet uttogs fram till ungefär 1939 en bompenning på 25 öre för vuxna (tur och retur) vid ett bomhus, som låg 6,5 kilometer från Ringkøbing. Holmslands kommun tog över underhållet permanent 1976.